# Sri-lankische Cricket-Nationalmannschaft in Simbabwe in der Saison 1999/2000
Die Tour der sri-lankischen Cricket-Nationalmannschaft nach Simbabwe in der Saison 1999/2000 fand vom 18. November bis zum 19. Dezember 1999 statt. Die internationale Cricket-Tour war Bestandteil der Internationalen Cricket-Saison 1999/2000 und umfasste drei Tests und fünf ODIs. Sri Lanka gewann die Test-Serie 1–0 und die ODI-Serie 3–1.

## Vorgeschichte
Simbabwe bestritt zuvor eine Tour gegen Südafrika, Sri Lanka nahm zuvor an einem Turnier in den Vereinigten Arabischen Emiraten teil. Das letzte Aufeinandertreffen der beiden Mannschaften bei einer Tour fand in der Saison 1997/98 in Sri Lanka statt.

## Stadien
Die folgenden Stadien wurden für die Tour als Austragungsort vorgesehen.
| Stadion            | Stadt    | Kapazität | Spiele                        |
| ------------------ | -------- | --------- | ----------------------------- |
| Queens Sports Club | Bulawayo | 9.000     | 1. Test; 1. & 2. ODI          |
| Harare Sports Club | Harare   | 10.000    | 2. & 3. Test; 3., 4. & 5. ODI |

## Kaderlisten
Die folgenden Kader wurden von den Teams nominiert.
| Test | Test | ODI | ODI |
| Simbabwe | Sri Lanka | Simbabwe | Sri Lanka |
| --- | --- | --- | --- |
| - Andy Flower (K, wk) - Eddo Brandes - Gary Brent - Alistair Campbell - Grant Flower - Murray Goodwin - Trevor Gripper - Neil Johnson - Everton Matambanadzo - Henry Olonga - Ray Price - Gavin Rennie - Bryan Strang - Andy Whittall - Guy Whittall - Craig Wishart | - Sanath Jayasuriya (K) - Russel Arnold - Marvan Atapattu - Indika de Saram - Tillakaratne Dilshan - Indika Gallage - Mahela Jaywardene - Romesh Kaluwitharana (wk) - Muttiah Muralitharan - Ravindra Pushpakumara - Pramodya Wickramasinghe - Chaminda Vaas - Nuwan Zoysa | - Andy Flower (K, wk) - Eddo Brandes - Gary Brent - Alistair Campbell - Stuart Carlisle - Grant Flower - Murray Goodwin - Trevor Madondo - Pommie Mbangwa - Henry Olonga - Gavin Rennie - John Rennie - Bryan Strang - Andy Whittall - Guy Whittall | - Sanath Jayasuriya (K) - Russel Arnold - Marvan Atapattu - Upul Chandana - Indika de Saram - Sajeewa de Silva - Tillakaratne Dilshan - Indika Gallage - Mahela Jaywardene - Romesh Kaluwitharana (wk) - Muttiah Muralitharan - Ravindra Pushpakumara - Chaminda Vaas - Pramodya Wickramasinghe |

## Tour Matches
| 7. – 9. November Scorecard | Bulawayo | Zimbabwe Cricket Union President’s XI 325 (89.3) | – | Sri Lankans 438 (127.1) |
|                            |          | Remis                                            |   |                         |

| 12. – 13. November Scorecard | Kwekwe | Sri Lankans 302 (101.3) & 44 (27.2)                | – | Zimbabwe Cricket Academy 126 (48.5) |
|                              |        | Sri Lankans gewinnt mit einem Innings und 132 Runs |   |                                     |

## Tests

### Erster Test in Bulawayo
| 18. – 22. November Scorecard | Bulawayo | Simbabwe 286 (96.2) & 136-3 (49) | – | Sri Lanka 428 (147) |
|                              |          | Remis                            |   |                     |

Sri Lanka gewann den Münzwurf und entschied sich als Feldmannschaft zu beginnen. Als Spieler des Spiels wurde Marvan Atapattu ausgezeichnet.

### Zweiter Test in Harare
| 26. – 30. November Scorecard | Harare | Simbabwe 174 (95.5) & 292 (134.4) | – | Sri Lanka 432 (149.3) & 38-4 (15.2) |
|                              |        | Sri Lanka gewinnt mit 6 Wickets   |   |                                     |

Sri Lanka gewann den Münzwurf und entschied sich als Feldmannschaft zu beginnen. Als Spieler des Spiels wurde Tillakaratne Dilshan ausgezeichnet.

### Dritter Test in Harare
| 4. – 8. Dezember Scorecard | Harare | Simbabwe 218 (98.4) & 197-7d (109) | – | Sri Lanka 231 (88.4) & 36-1 (9) |
|                            |        | Remis                              |   |                                 |

Sri Lanka gewann den Münzwurf und entschied sich als Feldmannschaft zu beginnen. Als Spieler des Spiels wurde Andy Flower und Russel Arnold ausgezeichnet.

## One-Day Internationals

### Erstes ODI in Bulawayo
| 11. Dezember Scorecard | Bulawayo | Sri Lanka 284-9 (50) | – | Simbabwe 65-1 (14.5) |
|                        |          | No Result            |   |                      |

Simbabwe gewann den Münzwurf und entschied sich als Feldmannschaft zu beginnen. Als Spieler des Spiels wurde Tillakaratne Dilshan ausgezeichnet.

### Zweites ODI in Bulawayo
| 12. Dezember Scorecard | Bulawayo | Sri Lanka 213 (50)            | – | Simbabwe 200 (49.1) |
|                        |          | Sri Lanka gewinnt mit 13 Runs |   |                     |

Simbabwe gewann den Münzwurf und entschied sich als Feldmannschaft zu beginnen. Als Spieler des Spiels wurde Russel Arnold ausgezeichnet.

### Drittes ODI in Harare
| 15. Dezember Scorecard | Harare | Sri Lanka 248-7 (50)          | – | Simbabwe 150 (37) |
|                        |        | Sri Lanka gewinnt mit 98 Runs |   |                   |

Sri Lanka gewann den Münzwurf und entschied sich als Feldmannschaft zu beginnen. Als Spieler des Spiels wurde Upul Chandana ausgezeichnet.

### Viertes ODI in Harare
| 18. Dezember Scorecard | Harare | Simbabwe 260-4 (50)             | – | Sri Lanka 262-4 (44.4) |
|                        |        | Sri Lanka gewinnt mit 6 Wickets |   |                        |

Simbabwe gewann den Münzwurf und entschied sich als Schlagmannschaft zu beginnen. Als Spieler des Spiels wurde Stuart Carlisle ausgezeichnet.

### Fünftes ODI in Harare
| 19. Dezember Scorecard | Harare | Sri Lanka 202 (48.2)           | – | Simbabwe 206-4 (46.2) |
|                        |        | Simbabwe gewinnt mit 6 Wickets |   |                       |

Sri Lanka gewann den Münzwurf und entschied sich als Schlagmannschaft zu beginnen. Als Spieler des Spiels wurde Guy Whitall ausgezeichnet.